# Coquettish jūtai-chū
„Coquettish jūtai-chū” (jap. コケティッシュ渋滞中 Koketisshu jūtai-chū) – siedemnasty singel japońskiego zespołu SKE48, wydany w Japonii 31 marca 2015 roku przez avex trax.
Singel został wydany w dziewięciu edycjach: czterech regularnych i czterech limitowanych (Type A, Type B, Type C, Type D) oraz „teatralnej” (CD). Osiągnął 1 pozycję w rankingu Oricon i pozostał na liście przez 21 tygodni, sprzedał się w nakładzie 702 299 egzemplarzy. Singel zdobył status platynowej płyty.

## Lista utworów
Wszystkie utwory zostały napisane przez Yasushiego Akimoto.

### Type A
| CD  | | | |      |
| Nr  | Tytuł                                                                                                 | Kompozycja                                                                                            | Aranżacja                                                                                             | Czas |
| 1.  | „Coquettish jūtai-chū” (jap. コケティッシュ渋滞中)                                                    | Takafumi Fujino                                                                                       | Hiroshi Sasaki                                                                                        | 4:05 |
| 2.  | „DIRTY” (wyk. Team S)                                                                                 | Makoto Wakatabe                                                                                       | Makoto Wakatabe                                                                                       | 4:04 |
| 3.  | „Boku wa shitteiru” (jap. 僕は知っている) (wyk. DOCUMENTARY of SKE48)                                 | Yūsuke Itagaki                                                                                        | Yūsuke Itagaki                                                                                        | 3:58 |
| 4.  | „Coquettish jūtai-chū” (jap. コケティッシュ渋滞中) (off vocal)                                        | Takafumi Fujino                                                                                       | Hiroshi Sasaki                                                                                        | 4:05 |
| 5.  | „DIRTY” (off vocal)                                                                                   | Makoto Wakatabe                                                                                       | Makoto Wakatabe                                                                                       | 4:04 |
| 6.  | „Boku wa shitteiru” (jap. 僕は知っている) (off vocal)                                                 | Yūsuke Itagaki                                                                                        | Yūsuke Itagaki                                                                                        | 3:58 |
| DVD | | | |      |
| Nr  | Tytuł                                                                                                 | Tytuł                                                                                                 | Tytuł                                                                                                 | Czas |
| 1.  | „Coquettish jūtai-chū” (jap. コケティッシュ渋滞中) (Music Video)                                      | „Coquettish jūtai-chū” (jap. コケティッシュ渋滞中) (Music Video)                                      | „Coquettish jūtai-chū” (jap. コケティッシュ渋滞中) (Music Video)                                      |      |
| 2.  | „DIRTY” (Music Video)                                                                                 | „DIRTY” (Music Video)                                                                                 | „DIRTY” (Music Video)                                                                                 |      |
| 3.  | „Tokuten eizō „SKE48 fan akushu-kai Simulation”” (jap. 特典映像「SKE48ファン握手会シミュレーション」) | „Tokuten eizō „SKE48 fan akushu-kai Simulation”” (jap. 特典映像「SKE48ファン握手会シミュレーション」) | „Tokuten eizō „SKE48 fan akushu-kai Simulation”” (jap. 特典映像「SKE48ファン握手会シミュレーション」) |      |

### Type B
| CD  | | | |      |
| Nr  | Tytuł | Kompozycja | Aranżacja | Czas |
| 1.  | „Coquettish jūtai-chū” (jap. コケティッシュ渋滞中)                                                                     | Takafumi Fujino | Hiroshi Sasaki | 4:05 |
| 2.  | „Kon'ya wa Join us!” (jap. 今夜はJoin us!) (wyk. Team KII)                                                             | Yūichi Ichikawa | Yūichi Ichikawa | 3:54 |
| 3.  | „Boku wa shitteiru” (jap. 僕は知っている) (wyk. DOCUMENTARY of SKE48)                                                  | Yūsuke Itagaki | Yūsuke Itagaki | 3:58 |
| 4.  | „Coquettish jūtai-chū” (jap. コケティッシュ渋滞中) (off vocal)                                                         | Takafumi Fujino | Hiroshi Sasaki | 4:05 |
| 5.  | „Kon'ya wa Join us!” (jap. 今夜はJoin us!) (off vocal)                                                                 | Yūichi Ichikawa | Yūichi Ichikawa | 3:54 |
| 6.  | „Boku wa shitteiru” (jap. 僕は知っている) (off vocal)                                                                  | Yūsuke Itagaki | Yūsuke Itagaki | 3:58 |
| DVD | | | |      |
| Nr  | Tytuł | Tytuł | Tytuł | Czas |
| 1.  | „Coquettish jūtai-chū” (jap. コケティッシュ渋滞中) (Music Video)                                                       | „Coquettish jūtai-chū” (jap. コケティッシュ渋滞中) (Music Video)                                                       | „Coquettish jūtai-chū” (jap. コケティッシュ渋滞中) (Music Video)                                                       |      |
| 2.  | „Kon'ya wa Join us!” (jap. 今夜はJoin us!) (Music Video)                                                               | „Kon'ya wa Join us!” (jap. 今夜はJoin us!) (Music Video)                                                               | „Kon'ya wa Join us!” (jap. 今夜はJoin us!) (Music Video)                                                               |      |
| 3.  | „Tokuten eizō „SKE48 no kami tai sokutei presented by BS Fuji”” (jap. 特典映像「SKE48の神対測定 presented by BSフジ」) | „Tokuten eizō „SKE48 no kami tai sokutei presented by BS Fuji”” (jap. 特典映像「SKE48の神対測定 presented by BSフジ」) | „Tokuten eizō „SKE48 no kami tai sokutei presented by BS Fuji”” (jap. 特典映像「SKE48の神対測定 presented by BSフジ」) |      |

### Type C
| CD  | | | |      |
| Nr  | Tytuł | Kompozycja | Aranżacja | Czas |
| 1.  | „Coquettish jūtai-chū” (jap. コケティッシュ渋滞中)                                                                              | Takafumi Fujino | Hiroshi Sasaki | 4:05 |
| 2.  | „Oto o keshita TV” (jap. 音を消したテレビ) (wyk. Team E)                                                                        | Hiroshi Sasaki | Hiroshi Sasaki | 4:32 |
| 3.  | „Boku wa shitteiru” (jap. 僕は知っている) (wyk. DOCUMENTARY of SKE48)                                                           | Yūsuke Itagaki | Yūsuke Itagaki | 3:58 |
| 4.  | „Coquettish jūtai-chū” (jap. コケティッシュ渋滞中) (off vocal)                                                                  | Takafumi Fujino | Hiroshi Sasaki | 4:05 |
| 5.  | „Oto o keshita TV” (jap. 音を消したテレビ) (off vocal)                                                                          | Hiroshi Sasaki | Hiroshi Sasaki | 4:32 |
| 6.  | „Boku wa shitteiru” (jap. 僕は知っている) (off vocal)                                                                           | Yūsuke Itagaki | Yūsuke Itagaki | 3:58 |
| DVD | | | |      |
| Nr  | Tytuł | Tytuł | Tytuł | Czas |
| 1.  | „Coquettish jūtai-chū” (jap. コケティッシュ渋滞中) (Music Video)                                                                | „Coquettish jūtai-chū” (jap. コケティッシュ渋滞中) (Music Video)                                                                | „Coquettish jūtai-chū” (jap. コケティッシュ渋滞中) (Music Video)                                                                |      |
| 2.  | „Oto o keshita TV” (jap. 音を消したテレビ) (Music Video)                                                                        | „Oto o keshita TV” (jap. 音を消したテレビ) (Music Video)                                                                        | „Oto o keshita TV” (jap. 音を消したテレビ) (Music Video)                                                                        |      |
| 3.  | „Tokuten eizō „SKE48 kenkyūsei no musha shugyō ~Ice Skating-hen~”” (jap. 特典映像「SKE48研究生の武者修行〜アイススケート編〜」) | „Tokuten eizō „SKE48 kenkyūsei no musha shugyō ~Ice Skating-hen~”” (jap. 特典映像「SKE48研究生の武者修行〜アイススケート編〜」) | „Tokuten eizō „SKE48 kenkyūsei no musha shugyō ~Ice Skating-hen~”” (jap. 特典映像「SKE48研究生の武者修行〜アイススケート編〜」) |      |

### Type D
| CD  | | | |      |
| Nr  | Tytuł | Kompozycja | Aranżacja | Czas |
| 1.  | „Coquettish jūtai-chū” (jap. コケティッシュ渋滞中)                                                                                       | Takafumi Fujino | Hiroshi Sasaki | 4:05 |
| 2.  | „Sakura, oboeteitekure” (jap. 桜、覚えていてくれ) (wyk. Mieko Satō, Yūka Nakanishi, Airi Furukawa)                                       | Shintarō Itō | Shintarō Itō | 4:22 |
| 3.  | „Boku wa shitteiru” (jap. 僕は知っている) (wyk. DOCUMENTARY of SKE48)                                                                    | Yūsuke Itagaki | Yūsuke Itagaki | 3:58 |
| 4.  | „Coquettish jūtai-chū” (jap. コケティッシュ渋滞中) (off vocal)                                                                           | Takafumi Fujino | Hiroshi Sasaki | 4:05 |
| 5.  | „Sakura, oboeteitekure” (jap. 桜、覚えていてくれ) (off vocal)                                                                            | Shintarō Itō | Shintarō Itō | 4:22 |
| 6.  | „Boku wa shitteiru” (jap. 僕は知っている) (off vocal)                                                                                    | Yūsuke Itagaki | Yūsuke Itagaki | 3:58 |
| DVD | | | |      |
| Nr  | Tytuł | Tytuł | Tytuł | Czas |
| 1.  | „Coquettish jūtai-chū” (jap. コケティッシュ渋滞中) (Music Video)                                                                         | „Coquettish jūtai-chū” (jap. コケティッシュ渋滞中) (Music Video)                                                                         | „Coquettish jūtai-chū” (jap. コケティッシュ渋滞中) (Music Video)                                                                         |      |
| 2.  | „Sakura, oboeteitekure” (jap. 桜、覚えていてくれ) (Music Video)                                                                          | „Sakura, oboeteitekure” (jap. 桜、覚えていてくれ) (Music Video)                                                                          | „Sakura, oboeteitekure” (jap. 桜、覚えていてくれ) (Music Video)                                                                          |      |
| 3.  | „Tokuten eizō „Sotsugyō documentary nakama no uta ~Sayonara no yokogao~”” (jap. 特典映像「卒業 documentary 仲間の詩〜さよならの横顔〜」) | „Tokuten eizō „Sotsugyō documentary nakama no uta ~Sayonara no yokogao~”” (jap. 特典映像「卒業 documentary 仲間の詩〜さよならの横顔〜」) | „Tokuten eizō „Sotsugyō documentary nakama no uta ~Sayonara no yokogao~”” (jap. 特典映像「卒業 documentary 仲間の詩〜さよならの横顔〜」) |      |

### Wer. teatralna
| CD |                                                                                        |                 |                |      |
| Nr | Tytuł                                                                                  | Kompozycja      | Aranżacja      | Czas |
| 1. | „Coquettish jūtai-chū” (jap. コケティッシュ渋滞中)                                     | Takafumi Fujino | Hiroshi Sasaki | 4:05 |
| 2. | „Yoru no kyōkasho” (jap. 夜の教科書) (wyk. Selection 17 „AKB49 ~Ren'ai kinshi jōrei~”) | Hiroshi Sasaki  | Hiroshi Sasaki |      |
| 3. | „Boku wa shitteiru” (jap. 僕は知っている) (wyk. DOCUMENTARY of SKE48)                  | Yūsuke Itagaki  | Yūsuke Itagaki | 3:58 |
| 4. | „SKE48 17th single medley”                                                             |                 |                |      |
| 5. | „Coquettish jūtai-chū” (jap. コケティッシュ渋滞中) (off vocal)                         | Takafumi Fujino | Hiroshi Sasaki | 4:05 |
| 6. | „Yoru no kyōkasho” (jap. 夜の教科書) (off vocal)                                       | Hiroshi Sasaki  | Hiroshi Sasaki |      |
| 7. | „Boku wa shitteiru” (jap. 僕は知っている) (off vocal)                                  | Yūsuke Itagaki  | Yūsuke Itagaki | 3:58 |

## Skład zespołu
| „Coquettish jūtai-chū” |
| --- |
| - SKE48 Team S: Rion Azuma, Masana Ōya, Ryōha Kitagawa, Haruka Futamura, Ami Miyamae - SKE48 Team S / AKB48 Team K: Jurina Matsui (środek) - SKE48 Team S / SNH48 Team SII: Sae Miyazawa - SKE48 Team KII: Yūna Egō, Mina Ōba, Saki Godō, Sarina Sōda - SKE48 Team KII / AKB48 Team A: Nao Furuhata - SKE48 Team KII / NMB48 Team BII: Akane Takayanagi - SKE48 Team E: Kyōka Isohara, Sumire Satō, Aya Shibata, Akari Suda, Marika Tani - SKE48 Team E / HKT48 Team KIV: Kanon Kimoto - SKE48 Team E / Nogizaka46: Rena Matsui (środek) - SKE48 Kenkyūsei: Kaori Matsumura |

| „DIRTY” |
| --- |
| - SKE48 Team S: Rion Azuma, Asana Inuzuka, Masana Ōya, Kitagawa Ryōha, Gotō Risako, Mieko Satō, Mai Takeuchi, Rika Tsuzuki, Yūka Nakanishi, Yume Noguchi, Haruka Futamura, Chikako Matsumoto, Ami Miyamae, Miki Yakata, Suzuran Yamauchi - SKE48 Team S / AKB48 Team K: Jurina Matsui (środek) - SKE48 Team S / HKT48 Team H: Natsumi Tanaka - SKE48 Team S / SNH48 Team SII: Sae Miyazawa |

| „Boku wa shitteiru” |
| --- |
| - SKE48 Team S: Masana Ōya, Kitagawa Ryōha, Gotō Risako, Satō Mieko, Nakanishi Yūka, Futamura Haruka, Miyamae Ami, Yakata Miki - SKE48 Team S / AKB48 Team K: Jurina Matsui (środek) - SKE48 Team S / SNH48 Team SII: Sae Miyazawa - SKE48 Team KII: Riho Abiru, Anna Ishida, Mikoto Uchiyama, Yūna Egō, Airi Furukawa - SKE48 Team KII / AKB48 Team A: Nao Furuhata - SKE48 Team KII / NMB48 Team BII: Akane Takayanagi - SKE48 Team E: Kyōka Isohara, Madoka Umemoto, Rumi Katō, Ami Kobayashi, Makiko Saitō, Aya Shibata, Akari Suda - SKE48 Team E / HKT48 Team KIV: Kanon Kimoto - SKE48 Team E / Nogizaka46: Rena Matsui - SKE48 Kenkyūsei: Kaori Matsumura |

| „Kon'ya wa Join us!” |
| --- |
| - SKE48 Team KII: Riho Abiru, Yuki Arai, Anna Ishida, Mikoto Uchiyama, Yūna Egō, Mina Ōba, Ruka Kitano, Saki Godō, Sarina Sōda, YumanaTakagi, Natsuki Takatsuka, Yuzuki Hidaka, Airi Furukawa, Yukari Yamashita - SKE48 Team KII / AKB48 Team A: Nao Furuhata (środek) - SKE48 Team KII / NMB48 Team BII: Akane Takayanagi (środek) |

| „Oto o keshita TV” |
| --- |
| - SKE48 Team E: Kyōka Isohara, Narumi Ichino, Madoka Umemoto, Rumi Katō, Haruka Kumazaki, Kumiko Koishi, Ami Kobayashi, Makiko Saitō, Mei Sakai, Sumire Satō, Aya Shibata, Akari Suda, Sana Takatera, Marika Tani, Nao Fukushi - SKE48 Team E / HKT48 Team KIV: Kanon Kimoto - SKE48 Team E / Nogizaka46: Rena Matsui (środek) |

| „Yoru no kyōkasho” |
| --- |
| - SKE48 Team S: Rion Azuma, Ryōha Kitagawa, Haruka Futamura, Ami Miyamae, Miki Yakata, Suzuran Yamauchi - SKE48 Team KII: Mina Ōba, Saki Godō, Yuzuki Hidaka - SKE48 Team KII / AKB48 Team A: Nao Furuhata (środek) - SKE48 Team KII / NMB48 Team BII: Akane Takayanagi - SKE48 Team E: Madoka Umemoto, Rumi Katō, Haruka Kumazaki, Mei Sakai, Sumire Satō - SKE48 Kenkyūsei: Juna Yamada |

## Notowania
| Lista                             | Pozycja |
| --------------------------------- | ------- |
| Oricon Weekly Singles Chart       | 1       |
| Oricon Yearly Singles Chart       | 5       |
| Billboard Japan Hot 100           | 2       |
| Billboard Japan Hot Singles Sales | 1       |